# Луговий Олександр Володимирович
Луговий Олександр Володимирович (8 січня 1904, Овруч — 30 вересня 1962) — український письменник. Справжнє ім'я та прізвище — Олександр Аскольдович Овруцький-Швабе.

## Біографія
Народився 8 січня 1904 р. в м. Овручі (за версією М. Орищука — в Орлі) у родині полковника російської армії. Був свідком загибелі рідних, тому ніколи не згадував про своє походження. З 1919 р. в еміграції. У Польщі працював землеміром. Вивчав архіви князів Радзівілів, Замойських, Сапігів, Сангушків, Потоцьких, Вишневецьких у Польщі, Швеції, Франції.
У 1928 р. прибув до Канади, працював робітником у Саскатуні, Торонто, Едмонтоні. Видавав журнал «Українська Родина» (1947—1949).
Помер 30 вересня 1962 р. у Чізголмі. Похований в Едмонтоні.

## Творчість
Драматичні твори:
- «За нарід свій» (1932);
- «Дала дівчина хустину» (1933);
- «Брат на брата» (1934);
- «Сирітські сльози» (1934);
- «В днях слави» (1938).

Повісті:
- «Віра Бабенко» (1936, 1939);
- «За волю України» (1939);
- «Чорні хмари ізза Припяти» (1945);
- «Безхатний (Діти Степу)» (1946);
- «У світі за долею».

Розвідка «Визначне жіноцтво України» (1943).

## Окремі видання
- Луговий Ол. Безхатний // Хрестоматія з української літератури в Канаді. — Едмонтон, 2000. — С.240-250.
- Луговий Ол. Безхатний (Діти Степу): Повість з життя українців в Канаді: У 2 ч. — Едмонтон : Alberta Printing Co, 1946. — 303 с.
- Луговий Ол. Визначне жіноцтво України. — Торонто : Український Робітник, 1942. — 251 с.
- Луговий Ол. В кігтях двоголового орла: Історична повість-хроніка з часів війни 1914-1917. Т. 1: Залізом і кровю. — Едмонтон : Alberta Printing, 1955. — 349 с.
- Луговий Ол. Дала дівчина хустину. — Вінніпег : Український Голос, 1933. — 54 с.
- Луговий Ол. За волю України. Історична повість. — Вінніпег: Накладом автора, 1939. — 134 с.
- Луговий Ол. За нарід свій. — Вінніпег : Український Голос, 1932. — 50 с.
- Луговий Ол. Чорні хмари ізза Припяти: Історична повість з часів Хмельниччини. — Едмонтон : Alberta Printing Co, 1945. — 165 с.